# Leden 2022
Toto je archivovaný článek z portálu Aktuality.
3. ledna – pondělí
 Na zámku v Lánech jmenoval prezident Miloš Zeman posledního ministra, a to Zdeňka Nekulu na ministra zemědělství, který měl před tím kvůli pozitivního testu karanténu. 
 Na západě Kazachstánu propukly nepokoje proti zvýšení cen zkapalněného zemního plynu. 
4. ledna – úterý
 Bývalý kolumbijský voják podezřelý z podílu na atentátu na haitského prezidenta Jovenela Moïseho byl v USA vzat do vazby. 
 Protesty proti zvýšení cen plynu se rozšířily do všech větších měst Kazachstánu. V Almaty a v Mangystauské oblasti byl vyhlášen výjimečný stav. 
5. ledna – středa
 Prezident Kazachstánu Tokajev požádal Organizaci Smlouvy o kolektivní bezpečnosti o pomoc při potlačení protestů. 
 Předání cen Grammy, plánované na 31. ledna, bylo kvůli pandemii covidu-19 odloženo na neurčito. 
 Protesty proti zvýšení cen plynu se rozšířily do všech větších měst Kazachstánu. Prezident Kasym-Žomart Tokajev odvolal vládu a v celé zemi byl vyhlášen výjimečný stav. 
9. ledna – neděle
 Ve věku 82 let zemřel režisér a scenárista Dušan Klein. 
11. ledna – úterý
 Ve věku 65 let zemřel italský politik, novinář, poslanec a předseda Evropského parlamentu David Sassoli. 
13. ledna – čtvrtek
 Vláda Petra Fialy získala důvěru většiny poslanců v Poslanecké sněmovny Parlamentu České republiky. 
15. ledna – sobota
 Vlna tsunami po explozi vulkánu Hunga Tonga – Hunga Haʻapai zasáhla ostrovní stát Tonga včetně hlavního města Nuku'alofa. Varování před tsunami platí na novozélandském Severním ostrově, Chathamských ostrovech a Samojských ostrovech. 
17. ledna – pondělí
 V Melbourne začal 110. ročník tenisového grandslamu Australian Open poznamenaný vyhoštěním srbské světové jedničky Novaka Djokoviće. 
18. ledna – úterý
 Společnost Microsoft oznámila záměr zakoupit společnost pro vývoj počítačových her Blizzard Entertainment. 
 Evropský parlament zvolil novou předsedkyni Robertu Metsolaovou. 
20. ledna – čtvrtek
 Evropský soud pro lidská práva rozhodl, že norský sociálněprávní úřad Barnevernet neporušil práva matky v kauze rodiny Michalákových. 
 Britskobelgická pilotka Zara Rutherfordová se stala nejmladší ženou, která uskutečnila sólový oblet Země. 
 Arcidiecéze mnichovsko-freisinská zveřejnila právní posudek, podle kterého bývalý papež Benedikt XVI. pochybil v případech sexuálního zneužívání v letech 1977 až 1982. 
 Ozbrojenci Islámského státu zaútočili na věznici v Hasace a osvobodili část vězňů. Při následných bojích provázených údery amerického letectva zemřelo podle SOHR nejméně 120 lidí. 
 Mírové síly Organizace Smlouvy o kolektivní bezpečnosti dokončily stahování z Kazachstánu. 
21. ledna – pátek
 Při náletu saúdskoarabské koalice na detenční zařízení pro migranty v jemenském hlavním městě Saná bylo zabito nejméně 80 lidí. 
22. ledna – sobota
 Friedrich Merz byl zvolen novým předsedou německé křesťanskodemokratické strany CDU. 
23. ledna – neděle
 Arménský prezident Armen Sarkisjan oznámil, že odstoupí z funkce. 
 Peruánská vláda vyhlásila stav ekologické katastrofy kvůli ropné skvrně z tankeru společnosti Repsol poškozeného vlnou tsunami vyvolané výbuchem podmořské sopky Hunga Tonga – Hunga Haʻapai. 
24. ledna – pondělí
 Prezident Burkiny Faso Roch Marc Christian Kaboré byl sesazen při vojenském převratu. 
25. ledna – úterý
 Letoun F-35 Lightning II havaroval při pokusu přistát na letadlovou loď USS Carl Vinson v Jihočínském moři. 
26. ledna – středa
 Slovenská policie zahájila vyšetřování okolností smrti generála Petera Bučka, bývalého náčelníka Vojenské zpravodajské služby. 
 Syrské demokratické síly oznámily obnovení kontroly nad věznicemi v Hasace, které ovládli povstalci z Islámského státu. Týden trvající boje si vyžádaly nejméně 180 mrtvých na obou stranách. 
 Varšavský soud zamítl žádost běloruských úřadů o vydání Stěpana Putila. 
27. ledna – čtvrtek
 Příslušník ukrajinské Národní gardy postřílel v továrně Pivdenmaš v Dnipru pět lidí a další střelbou zranil. 
29. ledna – sobota
 Sergio Mattarella byl opětovně zvolen italským prezidentem. 
30. ledna – neděle
 Barbora Krejčíková a Kateřina Siniaková zvítězily ve finále ženské čtyřhry na Australian Open. 
31. ledna – pondělí
 Ve věku 93 let zemřel literární historik, spisovatel a editor Radko Pytlík. 